# Enriqueta Pinto
Enriqueta Pinto Garmendia (Tucumán, Provincias Unidas del Río de la Plata, 1817-Santiago, 29 de noviembre de 1904) fue una ama de casa chilena, primera dama de la Nación, al ser esposa del presidente Manuel Bulnes durante su presidencia entre 1841 y 1851.

## Biografía
Enriqueta Pinto Garmendia fue una de las figuras más representativas de la aristocracia chilena, hija del presidente Francisco Antonio Pinto y de la patriota argentina Luisa Garmendia Alurralde y hermana de Aníbal Pinto Garmendia, que también ocuparía la jefatura del Estado (1876-1881). La familia Pinto Garmendia reunía, a través de lazos de sangre y personales, las más altas influencias de las sociedades chilena y argentina durante el siglo XIX. La futura primera dama de Chile nació en Tucumán, de donde era su madre, y llegó a Chile en 1820 cuando su padre, entonces coronel, regresó trayendo consigo a su familia.

### Matrimonio e hijos
El 20 de julio de 1841 contrajo matrimonio en Santiago con el general Manuel Bulnes. La pareja tuvo siete hijos: dos varones, Manuel (1842-1899; militar y político) y Gonzalo (casados respectivamente con Elena Calvo Cruchaga y Carmela Correa Sanfuentes), y cinco mujeres: Enriqueta (marido: José Luis Larraín), Lucía (Ruperto Vergara Rencoret), Carmela (Adolfo Ortúzar Gandarillas), Elena (Ángel Ortúzar Montt) y Luisa (Luis Dávila Larraín).
Por cuanto fue hija, esposa y hermana de mandatarios de Chile, honores que solo ha compartido con María Errázuriz Echaurren, la denominaban «la gran dama de la presidencia».  
La «presidenta» —como llamaban en el siglo XIX a la primera dama, término este que todavía no se usaba— fue la primera dueña de casa del palacio de La Moneda —Bulnes trasladó allí la residencia y sede de gobierno en 1846— y la convirtió en el centro de la vida intelectual chilena, reuniendo a diario una tertulia donde brillaron el pensamiento de Andrés Bello, Ignacio Domeyko y Claudio Gay, entre otros.
Después de la muerte de su marido, ocurrida en 1866, cuando ella todavía no cumplía los 50, su casa continuó siendo «un centro de atracción de cuanta persona célebre pasaba por Santiago»; Domingo Faustino Sarmiento la llamó en una de sus obras «la Madame de Stäel chilena».
Falleció el 29 de noviembre de 1904, a los 87 años de edad y está sepultada en el Cementerio General de Santiago, en el mausoleo familiar (intersección de las calles Arriarán y O'Higgins).